# Uwe Benkel

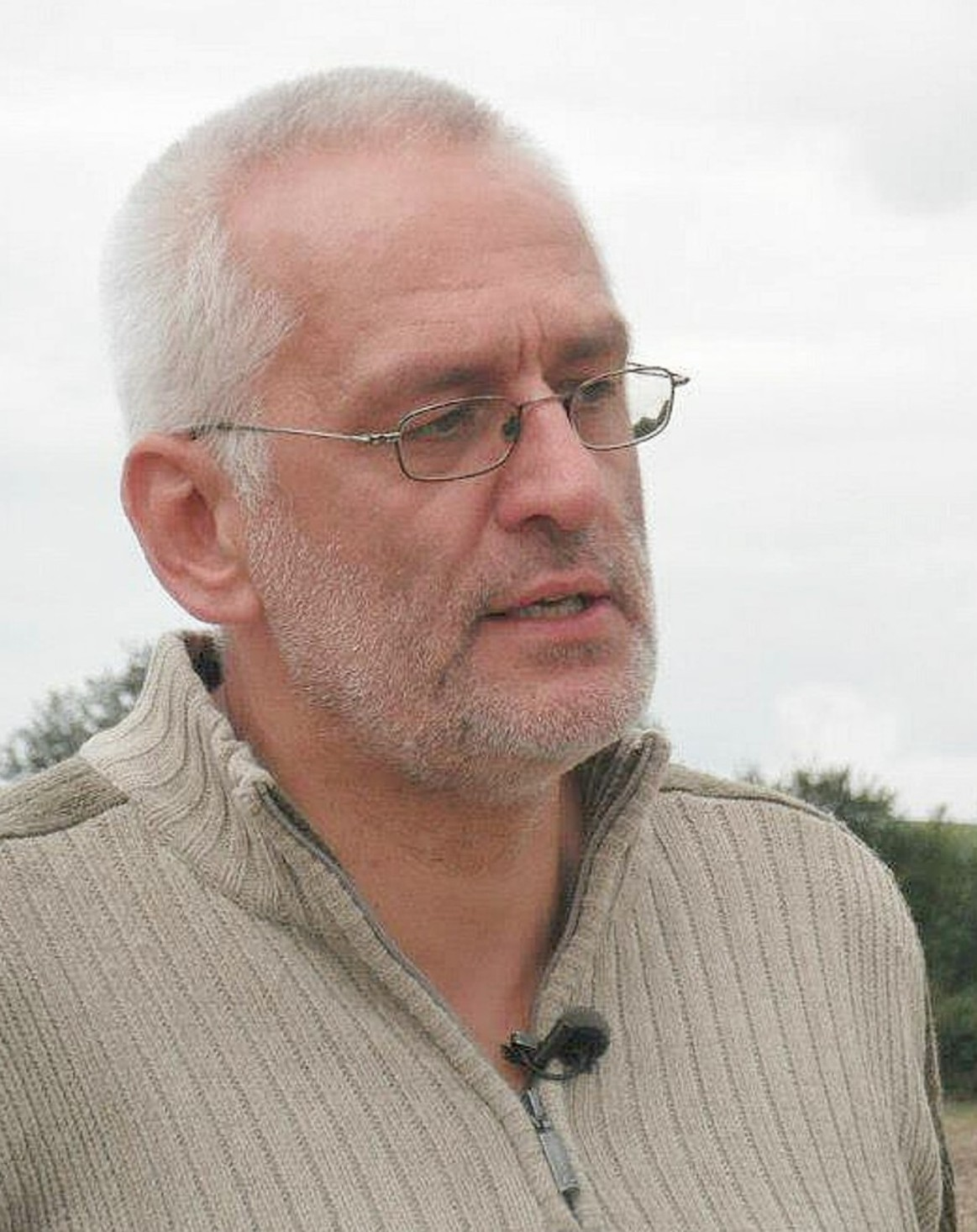
Uwe Benkel (2012)

Uwe Benkel (* 23. Dezember 1960 in Kaiserslautern) ist ein deutscher Vermisstenforscher.

## Privates
Uwe Benkel wohnt in Heltersberg und ist Angestellter einer Krankenkasse. Er ist verheiratet und hat zwei Kinder. Zwei Brüder seines Vaters sind Vermisste des Zweiten Weltkriegs.

## Vermisstenforschung
Unter dem Eindruck der Katastrophe von Ramstein gründete Uwe Benkel 1989 die Arbeitsgruppe für Vermisstenforschung. Das Interesse der Gruppe gilt nicht der Luftkriegs-Archäologie, sondern man will vermissten Fliegern der kriegsführenden Nationen ihren Namen zurückgeben und für eine ordentliche Grabstätte sorgen. Der Schwerpunkt der Arbeit liegt in Rheinland-Pfalz und im Saarland, die Gruppe hat hier über 450 Absturzstellen lokalisiert; tätig war man auch in allen Bundesländern und im angrenzenden europäischen Raum. In 26 Jahren grub die Gruppe nach über 140 verschollenen Flugzeugen, dabei wurden sterbliche Überreste von 50 Besatzungsmitgliedern geborgen.
Zu den Unterstützern Benkels zählt auch Uwe Ochsenknecht, dessen Vater sich am 18. Juli 1944 mit dem Fallschirm aus einem Stuka Ju 87 retten konnte. Der Pilot kam damals ums Leben. Benkel hat Wrackteile der bei Rheindürkheim abgestürzten Maschine geborgen.
Das Expertenwissen der Arbeitsgruppe wird unter anderem immer wieder bei der Exhumierung und Identifizierung unbekannter Soldaten nachgefragt. Als Autor verfasste Benkel zwei ortsgeschichtliche Werke zu Gefallenen und zivilen Opfern beider Weltkriege. Der größte Erfolg der Gruppe war im Jahr 2012 die Bergung einer vermissten britischen Bomberbesatzung bei Laumersheim. Im SWR-Fernsehen wurden bisher folgende Dokumentationen gezeigt: Der Geheimnisgräber - Der Schicksalsfahnder - Abgeschossen und Verschollen sowie Benkels Mission (2016).

## Ehrungen
Seine Tätigkeit wurde 1998 mit der Verdienstmedaille des Landes Rheinland-Pfalz ausgezeichnet. Weitere Ehrungen erhielt Benkel von der Stadt Kaiserslautern, vom Kreisverband des VdK und dem Central Identification Laboratory (CIL) auf Hawaii. Anerkennende Schreiben erhielt die Arbeitsgruppe von den Ministerpräsidenten Kurt Beck, Bernhard Vogel und vom amerikanischen Präsidenten Bill Clinton. 2015 erhielt die Arbeitsgruppe eine Auszeichnung der No. 49 Squadron (RAF) für hervorragende Verdienste bei der Erforschung von Flugzeugabstürzen der Einheit. Anfang 2016 erhielt Benkel die General-George-S.-Patton-Medaille für besondere Verdienste auf dem Gebiet der Vermisstenforschung.

## Schriften
- Gefallen - vermisst, den Heltersberger Gefallenen, Vermissten und zivilen Opfern beider Weltkriege. „Damit sie nicht vergessen werden ...“.Heltersberg, 2008. 362 Seiten.
- Schauerberger Kriegsschicksale. Gefallen und vermisst auf Europas Schlachtfeldern. 1915–18 & 1942–45. Schauerberg 2013. 138 Seiten.
- „Abgeschossen und gefallen ... im Raum Homburg/Saar“, Dokumentation über Flugzeugabstürze im Raum Homburg/Saar. August 2015. 52 Seiten.
- „Was vom Krieg übrigblieb ...“ - Militärische Funde entlang der Rückzugsstraßen des Zweiten Weltkrieges - Verbandsgemeinde Waldfischbach-Burgalben. März 2016. 72 Seiten
- „Shot down and crashed ... in the area of Homburg/Saar“ - The search for WW II fallen Aircraft and Crews. May 2016.  64 Seiten